# Гетит
Гетит је минерал хемијске формуле α-FeO(OH), стабилан при умереним температурама и због тога врло распрострањен у природи.
Људи су употребљавали гетит још у праисторијско доба о чему сведоче трагови боје са зидних цртежа у пећинама у Француској.
Гетит обично настаје старењем других гвожђем богатих минерала и због тога је уобичајен саставни део тла. Такође може настати таложењем у подземним водама или у другим седиментним условима, а може настати и као примарни минерал у хидротермалним наносима.